# 対ハイパー放射ミサイル艦首ビーム砲
対ハイパー放射ミサイル艦首ビーム砲（たいハイパーほうしゃミサイルかんしゅビームほう）は、アニメ映画『宇宙戦艦ヤマト 完結編』に登場する架空の兵器である。

## 概要
ディンギル帝国のハイパー放射ミサイルによる攻撃に対する防御のために、真田志郎によって短期間の内に開発された、地球側のビーム砲である。ハイパー放射ミサイルが事実上無敵の脅威だったため、水惑星アクエリアス上空にてテストの暇もなく実戦使用された。
亜空間ソナーと同様に、ヤマトの艦首艦底部に設置された。せり出し機構、旋回機構、ハッチなどは三次元センサーのものを流用している。旋回や俯仰を行うことでビームの発射方向を自由に指向できるため、第一艦橋から真田が操作を砲側に指示していた。
発射すると緑色のビームがある程度の距離で広範囲に広がる網状のバリアとなり、このバリアに突入したハイパー放射ミサイルを絡め捕り、無力化して破壊する。
なお、20世紀前半までの現実世界においても、停泊中の艦船を魚雷による攻撃から守るために艦船の両舷側に付けられた、「魚雷防御網」と呼ばれる防御装置があった。